# 653 Berenike
A 653 Berenike egy a Naprendszer kisbolygói közül, amit Joel Hastings Metcalf fedezett fel 1907. november 27-én. Nevét II. Bereniké egyiptomi királynéról kapta.